# 김미정 (아나운서)
김미정(1974년 4월 28일 ~ )은 대한민국의 MBC 아나운서다.

## 학력
- 이화여자대학교 법학과

## TV 방송
- MBC 뉴스와 경제 : 2008년 3월 24일 ~ 2008년 9월 12일
- 12 MBC 뉴스 : 2021년 4월 12일 ~ 2022년 10월 7일, 2022년 11월 14일 ~ 2024년 2월 23일
- 내 친구들의 세상

## 경력
| 연도              | 사항                                     |
| ----------------- | ---------------------------------------- |
| 2001년 1월 ~ 현재 | MBC 공채 아나운서                        |
| 2008년 1월        | MBC 아나운서국 아나운서 2팀장급 아나운서 |
| 2024년 2월 ~ 현재 | MBC 아나운서국 아나운서 1팀장            |

## 라디오 방송
- 2008년 MBC DMB라디오 김미정의 카푸치노
- 2008년 MBC 뉴스와 경제
- 2003년 MBC 정오 뉴스